# Dolná Trnávka
Dolná Trnávka (ungarisch Alsótárnok – bis 1892 Alsótrnavka) ist eine Gemeinde in der Mitte der Slowakei mit 356 Einwohnern (Stand 31. Dezember 2024), die zum Okres Žiar nad Hronom, einem Teil des Banskobystrický kraj, gehört.

## Geographie
Die Gemeinde befindet sich im Talkessel Žiarska kotlina am Mittellauf des Hron, auf einer Flurterrasse zwischen den Bächen Prochotský potok und Zákruty. Das Ortszentrum liegt auf einer Höhe von 240 m n.m. und ist sechseinhalb Kilometer von Žiar nad Hronom entfernt.
Nachbargemeinden sind Prestavlky im Norden, Lovča im Osten, Hliník nad Hronom im Süden, Dolná Ždaňa im Westen und Horná Ždaňa im Nordwesten.

## Geschichte
Dolná Trnávka wurde zum ersten Mal 1388 als Thornoka Inferior schriftlich erwähnt und war zu dieser Zeit Teil des Herrschaftsgebiets der Burg Šášov. Später unterstand das Dorf der Verwaltung der Schemnitzer Bergkammer. 1601 standen 16 Häuser im Ort, 1720 wohnten hier 16 Steuerpflichtige, 1828 zählte man 30 Häuser und 196 Einwohner, die als Landwirte beschäftigt waren.
Bis 1918 gehörte der im Komitat Bars liegende Ort zum Königreich Ungarn und kam danach zur Tschechoslowakei beziehungsweise heute Slowakei. Auch in der ersten tschechoslowakischen Republik blieb Landwirtschaft die Haupteinnahmequelle. Nach dem Zweiten Weltkrieg fand ein Teil der Bevölkerung Arbeit in Betrieben im nahen Žiar nad Hronom.

## Bevölkerung
| Jahr                | 1994 | 2004    | 2014    | 2024    |
| ------------------- | ---- | ------- | ------- | ------- |
| Anzahl der Personen | 346  | 366     | 340     | 356     |
| Unterschied         |      | +5,78 % | −7,10 % | +4,70 % |

| Jahr                | 2023 | 2024    |
| ------------------- | ---- | ------- |
| Anzahl der Personen | 354  | 356     |
| Unterschied         |      | +0,56 % |

Nach der Volkszählung 2011 wohnten in Dolná Trnávka 350 Einwohner, davon 346 Slowaken sowie jeweils ein Deutscher und Serbe. Ein Einwohner gab eine andere Ethnie an und ein Einwohner machte keine Angabe zur Ethnie.
297 Einwohner bekannten sich zur römisch-katholischen Kirche und ein Einwohner zur Evangelischen Kirche A. B.; zwei Einwohner bekannten sich zu einer anderen Konfession. 48 Einwohner waren konfessionslos und bei zwei Einwohnern wurde die Konfession nicht ermittelt.

## Bauwerke
- Kapelle im neoklassizistischen Stil aus dem Jahr 1872